# امیلیا زوریان
امیلیا زوریان (ارمنی: [] Error: {{Lang}}: فاقد متن (راهنما)؛ انگلیسی: Emilia Ares Zoryan؛ زادهٔ ۳ مهٔ ۱۹۹۳) بازیگر، تهیه‌کننده، کارگردان و نویسنده اهل ارمنستان-ایالات متحده آمریکا است. وی از سال ۲۰۱۱ میلادی تاکنون مشغول فعالیت بوده‌است. در جشنواره زیبایی بانوی جهان سال ۲۰۱۳ به نمایندگی از ارمنستان با مقام نخستین نایب قهرمان رقابت را به پایان رساند.

## زندگی‌نامه
وی در ۳ مهٔ ۱۹۹۳ در ایروان، ارمنستان به دنیا آمد و در کودکی به لس آنجلس کالیفرنیا نقل مکان نمود. وی رشته‌های علم اقتصاد و زبان روسی از دانشگاه کالیفرنیا، لس آنجلس فارغ‌التحصیل شد.

## گزیده فیلمشناسی
از فیلم‌ها یا برنامه‌های تلویزیونی که وی در آن نقش داشته‌است می‌توان به کجان این دخترا (۲۰۱۱)، داستان ترسناک آمریکایی، ان‌سی‌آی‌اس (۲۰۲۰) اشاره کرد.